# Instituto Caro y Cuervo
L'Instituto Caro y Cuervo és un centre estudis superiors en literatura, filologia i lingüística, orientat a la investigació i a la divulgació de la cultura del llibre i la lectura.
Va ser creat pel govern de Colòmbia el 25 d'agost de 1942 mitjançant l'expedició d'una llei que tenia com consideració principal, la de "continuar el Diccionari de Construcció i Règim de la Llengua Castellana i preparar la reedició crítica de les Disquisicions Filològiques de Rufino José Cuervo, i conrear i difondre els estudis filològics".
L'Institut funciona en la seva seu originària de la ciutat de Bogotà. Realitza edicions crítiques, especialment referides a l'obra dels autors colombians, i manté una política editorial referida a la construcció i divulgació del patrimoni bibliogràfic general sobre la llengua castellana.
L'any 1999 fou guardonat amb el Premi Príncep d'Astúries de Comunicació i Humanitats.